# Achias amplividens
Achias amplividens är en tvåvingeart som beskrevs av Walker 1859. Achias amplividens ingår i släktet Achias och familjen bredmunsflugor. Inga underarter finns listade i Catalogue of Life.